# Medal Niepokornych
Medal Niepokornych (fr. Médaille du Réfractaire, niderl. Werkweigeraarsmedaille) – belgijskie odznaczenie państwowe, którym wyróżniano cywilnych obywateli belgijskich, którzy w okresie II wojny światowej i okupacji niemieckiej uchylali się od służby oraz pracy dla III Rzeszy.

## Historia
Odznaczenie zostało ustanowione dekretem królewskim w dniu 12 lutego 1951 roku dla wyróżnienia obywateli belgijskich, którzy odmówili lub uchylali się od służby lub pracy na rzecz III Rzeszy w okresie II wojny światowej. 
Odznaczenie miało jeden stopień, lecz trzy warianty różniące się między sobą rodzajem wstążki, na której medal był zawieszony. Kolor wąskich pasków na wstążce oznaczał:
- żółty – nagrodzony odmówił lub uchylał się od służby w formacjach wojskowych III Rzeszy, po powołaniu go przez władze okupacyjne,
- biały – nagrodzony odmówił lub uchylał się od pracy na rzecz Niemiec,
- czerwony – nagrodzony skierowany do pracy przymusowych w Niemczech, zbiegł stamtąd lub będąc na urlopie odmówił powrotu do pracy w Niemczech.

## Zasady nadawania
Zgodnie z dekretem medal nadawany był wszystkim obywatelom belgijskim, którzy w latach 1940–1945 odmówili lub uchylali się od pracy na rzecz Niemiec, w szczególności odmówili służby w Wehrmachcie, pracy przymusowej w Niemczech lub zbiegli z takich prac.

## Opis odznaki
Odznaką odznaczenia jest okrągły krążek o średnicy 37 mm, wykonany z brązu.
Na awersie odznaki znajduje się postać mężczyzny z założonymi rękami, z głową odwróconą w lewo, co symbolizuje odmowę pracy. W prawym dolnym rogu widnieje napis J. WITTERWULGHE. 
Na rewersie w górnej części znajdują się daty 1940–1945, a poniżej napis w j. łacińskim FORSAN VICTI NUNQUAM SERVI (pol. „Można być pokonanym, ale nigdy niewolnikiem”). 
Medal zawieszony jest na wstążce o szer. 38 mm w kolorze zielonym, w odległości 10 mm od krawędzi po obu stronach znajdują się wąskie paski o szer. 3 mm, w zależności od tego, jakich czynów dokonał nagrodzony różniące się kolorem:
- za odmowę służby w Wehrmachcie – kolor żółty
- za odmowę pracy na rzecz okupanta – kolor biały
- za ucieczkę z prac przymusowych lub odmowę powrotu do niej – kolor czerwony.